# 베르나르트 부르후프
베르나르트 부르후프(네덜란드어: Bernard Voorhoof, 1910년 5월 10일 ~ 1974년 2월 18일)는 벨기에의 전 축구 선수이다.
부르후프는 선수생활의 대부분을 리르서 SK에서 활약하였다.
또한 그는 벨기에 축구 국가대표팀을 대표하여 61경기 30득점을 기록했으며, 1930년 FIFA 월드컵, 1934년 FIFA 월드컵, 1938년 FIFA 월드컵에도 참가하였다.